# Aleuroplatus anapatsae
Aleuroplatus anapatsae là một loài côn trùng cánh nửa trong họ Aleyrodidae, phân họ Aleyrodinae.
Aleuroplatus anapatsae được Takahashi miêu tả khoa học đầu tiên năm 1951.